# Kanton Nozeroy
Kanton Nozeroy (francouzsky Canton de Nozeroy) je francouzský kanton v departementu Jura v regionu Franche-Comté. Tvoří ho 26 obcí.

## Obce kantonu
- Arsure-Arsurette
- Bief-du-Fourg
- Billecul
- Censeau
- Cerniébaud
- Charency
- Communailles-en-Montagne
- Conte
- Cuvier
- Doye
- Esserval-Combe
- Esserval-Tartre
- La Favière
- Fraroz
- Gillois
- La Latette
- Longcochon
- Mièges
- Mignovillard
- Molpré
- Mournans-Charbonny
- Nozeroy
- Onglières
- Plénise
- Plénisette
- Rix